# آریل دورانت
آریل دورانت (به انگلیسی: Ariel Durant) (۱۰ مه ۱۸۹۸ – ۲۵ اکتبر ۱۹۸۱) پژوهشگر و نویسندهٔ آمریکایی زادهٔ اوکراین بود. او همسر فیلسوف و تاریخ‌نگار مشهور آمریکایی ویل دورانت بود که در تألیف کتاب تاریخ تمدن او را همراهی می‌کرد. آنها در نهایت برای جلد دهم کتاب خود با نام «روسو و انقلاب» برندهٔ جایزه پولیتزر شدند.

## تولد و اوایل زندگی
آریل با نام اصلی «چایا کافمن» (به انگلیسی: Chaya Kaufman) در ۱۰ مه ۱۸۹۸ پروسکوروف امپراتوری روسیه (خملنیتسکیی، اوکراین امروزی) از پدر و مادری یهودی به نام اتل آپل کافمن و جوزف کافمن به دنیا آمد. او سه خواهر و سه برادر بزرگ‌تر به نام های سارا، مری، فلورا، هری، موریس و مایکل داشت. آنها در سال ۱۹۰۰ و به قصد آمریکا مهاجرت کردند و طول مسیر برای چندین ماه در لندن اقامت کردند و در سال ۱۹۰۱ به مقصد رسیدند.

## ازدواج و زندگی شخصی
آریل زمانی که در مدرسه مدرن فرر در شهر نیویورک دانشجو بود، با شوهر آینده‌اش ویل دورانت آشنا شد. او پیشتر معلم مدرسه بود، اما از سمتش استعفا داد تا با آریل ازدواج کند. زمانی آنها در ۳۱ اکتبر ۱۹۱۳ با هم ازدواج کردند، آریل ۱۵ ساله و ویل تقریبا ۲۸ ساله بود. مراسم عروسی در سیتی‌هال نیویورک برگزار شد که او از خانهٔ خانواده‌اش در محله هارلم تا آنجا اسکیت‌سواری کرد. این زوج دارای یک دختر به نام اتل بنونوتا دورانت (۱۹۱۹–۱۹۸۶) بودند و پسری به نام لوئیس ریچارد لیپشولتز دورانت (۱۹۱۷–۲۰۰۸) که خواهرزادهٔ آریل، پسر فلورا کافمن و همسر سابقش جوزف برنارد لیپشولتز بود را هم به فرزندی پذیرفتند. آنها در سال ۱۹۲۸ طلاق گرفته بودند. لویی زمانی که کاملا جوان بود با مادرش فلورا در خانهٔ ویل و آریل زندگی می‌کرد.
آریل به‌طور قانونی نام کوچک خود را پس از آنکه همسرش نام مستعار «آریل»، برگرفته از نام شخصیت آریل در نمایش‌نامه طوفان شکسپیر را روی او گذاشته بود، به آن تغییر داد. این نام را ویل روی او گذاشته بود؛ زیرا او همیشه می‌گفت که آریل «قوی و شجاع مانند یک پسر و سریع و شیطون مانند یک اِلف!» است.

## حرفه

### تاریخ تمدن

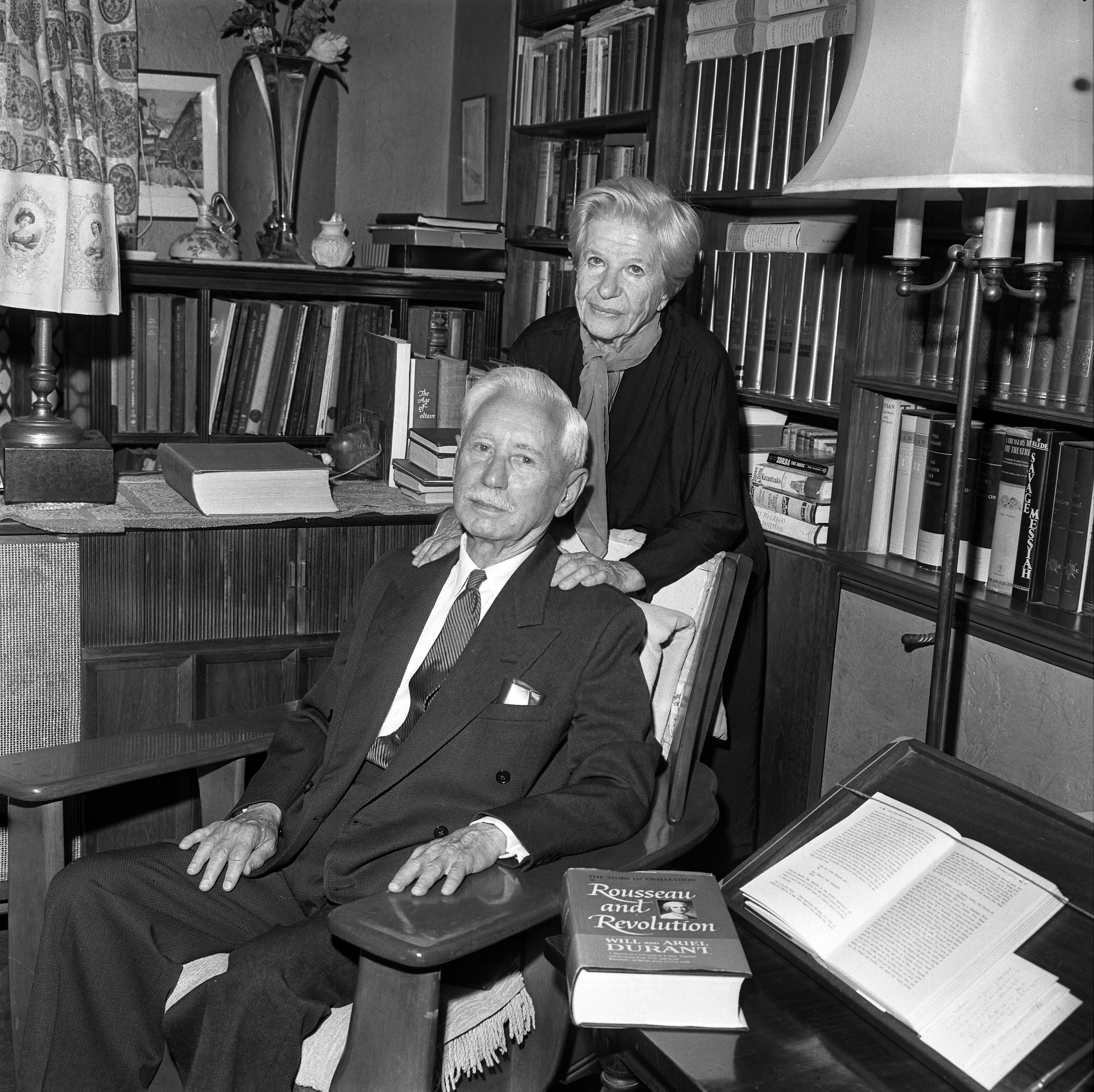
تصویری از آریل و همسرش ویل دورانت در کنار نسخه‌ای از جلد دهم مجموعهٔ تاریخ تمدن (روسو و انقلاب) در کتابخانه‌شان در سال ۱۹۶۷م

زمانی که ویل دورانت در سال ۱۹۲۷ تصمیم به نگارش تاریخ تمدن گرفت، آریل از همان آغاز در تالیف آن مجموعه ویل را همراهی کرد. تا جلد ششم کتاب، او تنها ویراستار اثر بود؛ اما از جلد هفتم به بعد، در قامت نویسنده ویل را همراهی می‌کرد. انتشار این اثر ۱۱ جلدی از ۱۹۳۵ تا ۱۹۷۵ به طول انجامید. دورانت‌ها در طول نگارش این اثر تلاش کردند تا تاریخی یکپارچه خلق کنند. آنها با تخصصی شدن تاریخ مخالف بودند و کتاب‌شان نه تنها به تاریخ معمول جنگ‌های جهان غرب،‌ سیاست و زندگی‌نامه بزرگان می‌پردازد، بلکه تاریخ فرهنگ،‌ فلسفه،‌ مذهب، هنر و ظهور ارتباطات جهان غرب را نیز توصیف می‌کند. دورانت‌ها به همراه فرزندانشان سفر به دور دنیای خود را در سال ۱۹۳۰ آغاز کردند که کمک زیادی به نگارش کتاب تاریخ تمدن کرد. برخلاف دیگر تاریخ‌نگاران که تنها تمرکزشان بر رویدادهای تاریخی و سیر تمدن بشری بود، وی در اثر خود به عوامل تمدن‌ساز در طول تاریخ نیز توجه نمود. ویل دورانت بارها اعتراف کرده بود که بدون همسر دلبندش آریل موفق به نوشتن تاریخ تمدن چند جلدی خود که کار تحریر آن نیم قرن طول کشید نمی‌شد.

### دیگر آثار
آریل و دورانت پس از جلد دهم تاریخ تمدن، کتاب درس‌های تاریخ (به انگلیسی: The Lessons of History) را در سال ۱۹۶۸ نوشتند که هم خلاصه‌ای از مجموعه ده جلدی و هم تحلیلی از تاریخ بشر بود. ویل دورانت گفته بود که او و آریل «رویدادها و نظراتی را فهرست کردند که ممکن است امور کنونی، احتمالات آینده، ماهیت انسان و رفتار دولت‌ها را روشن کند.»
دورانت‌ها با هم یک خودزندگینامه مشترک ۴۲۰ صفحه‌ای به نام یک خودزندگی‌نامه دوگانه (به انگلیسی: A Dual Autobiography) نوشتند که داستان زندگی، عشق و کار آنها را شرح می‌داد و توسط انتشارات سایمون اند شوستر در سال ۱۹۷۷ منتشر شد.

### جوایز
آریل دورانت و همسرش ویل مشترکاً برندهٔ جایزه پولیتزر در بخش ادبیات غیرداستانی عمومی را برای دهمین جلد از مجموعه کتاب‌شان تاریخ تمدن، یعنی «روسو و انقلاب» در سال ۱۹۶۸ شدند. در سال ۱۹۷۷، یکی از مهم‌ترین جوایزی که توسط دولت ایالات متحده به غیرنظامیان اعطا می‌شد، یعنی مدال آزادی ریاست جمهوری را از دست جرالد فورد دریافت کردند و همچنین آریل به عنوان «زن سال» شهر لس آنجلس انتخاب شد.

## مرگ
ویل و آریل بسیار به هم علاقه‌مند بودند. زمانی که در سال ۱۹۸۱ و پس از انتقال ویل به بیمارستان، آریل از لحظه‌ای که از دکتر شنید شانس زنده ماندن شوهرش اندک است دیگر لب به غذا نزد تا درگذشت. ویل دورانت این خبر را هنگام تماشای اخبار شنید و دو هفته بعد، در ۷ نوامبر ۱۹۸۱، در ۹۶ سالگی درگذشت. ویل در کنار آریل در گورستان وست وود لس آنجلس به خاک سپرده شد.

## آثار
آریل دورانت در تکمیل نوشتارهای شوهرش مشارکت زیادی داشت. فهرست آثاری که آریل همراه با ویل دورانت تألیف کرده (به انگلیسی) به شرح زیر است:
- 1961. The Age of Reason Begins. New York: Simon & Schuster.
- 1963. The Age of Louis XIV. New York: Simon & Schuster.
- 1965. The Age of Voltaire. New York: Simon & Schuster.
- 1967. Rousseau and Revolution. New York: Simon & Schuster.
- 1968. The Lessons of History. New York: Simon & Schuster.
- 1970. Interpretations of Life. New York: Simon & Schuster.
- 1975. The Age of Napoleon. New York: Simon & Schuster.
- 1977. A Dual Autobiography. New York: Simon & Schuster.